# Cerf à queue blanche de Colombie
Odocoileus virginianus leucurus
Sous-espèce
Synonymes
- Cervus leucurus Douglas, 1829[1]
- Dama virginiana leucura (Douglas, 1829)[1]

Statut de conservation UICN

 LC  : Préoccupation mineure
Le Cerf à queue blanche de Colombie (Odocoileus virginianus leucurus) est une sous-espèce du cerf de Virginie. Son nom vient de la région du fleuve Columbia (État de Washington et Oregon).

## Habitat et description
Le Cerf à queue blanche de Colombie tire l'origine de son nom du fleuve Columbia qui traverse les États américains de l'Oregon et de Washington, là où vivent les populations de cerfs.
Le cerf est présent dans la partie basse du bassin du fleuve, sur une série d'îles dans les comtés de Clatsop, Columbia et Wahkiakum. Les autres populations sont présentes dans la vallée du fleuve Umpqua.
Ce cerf vit en général près ou dans les zones ripariennes. Ces régions sont couvertes de peupliers, de saules, d'aulnes, d'épicéas et de cornouillers. Contrairement aux autres sous-espèces de cerfs à queue blanche qui peuvent se reproduire dès 6 mois, ce cerf ne commence à se reproduire qu'à l'âge de 18 mois. Les femelles ont en général un unique faon à la fois.

## Statut de conservation
Le Cerf à queue blanche de Colombie était dans le passé classé en tant qu'espèce menacée dans les États de l'Oregon et de Washington et ce dès 1967. Une fois la création de la loi Endangered Species Act en 1978, le cerf a été reconnu comme espèce menacée au niveau national tout entier. Le 24 juillet 2003, après des décennies d'efforts de protection, la population de cerfs à queue blanche de Colombie du Comté de Douglas (Oregon) sera retirée de la liste des espèces menacées grâce aux efforts combinés du Fish and Wildlife Service et du Bureau of Land Management de l'Oregon. La population est ainsi passée de 2 500 au début des années 1980 à plus de 6 000 au début du XXIe siècle. Le cerf n'en demeure pas moins une espèce menacée dans les autres régions du pays où il est encore présent.
Le refuge Julia Butler Hansen (en) situé à Cathlamet (État de Washington) offre une zone protégée à une population d'environ 300 cerfs.